# مینت سوی
مینت سوی (انگلیسی: Myint Swe; ۲۴ مهٔ ۱۹۵۱ – ۷ اوت ۲۰۲۵) سیاست‌مدار اهل میانمار بود. وی از ۱ فوریه ۲۰۲۱ تا ۲۲ ژوئیه ۲۰۲۴ رئیس‌جمهور این کشور بود.
مینت سوی در ۷ اوت ۲۰۲۵، بعد از یک دوره طولانی بیماری در سن ۷۴ سالگی درگذشت.